# Blanc comme neige (film, 1948)
Pour les articles homonymes, voir Blanc comme neige.
Pour plus de détails, voir Fiche technique et Distribution.
Blanc comme neige est un film français réalisé par André Berthomieu et sorti en 1948.

## Synopsis
Léon Ménard est amoureux de Charlotte et, comme il n'a pas de travail, il se confie aveuglément à Bob, rencontré dans un bistro, qui lui trouve un emploi de concierge de nuit dans un hôtel. Mais Bob est cambrioleur et, dans l'hôtel où Léon travaille, se trouve le diamantaire Van Golden, que Bob et sa bande ont décidé de voler. Un soir, Bob fait boire Léon, permettant à ses complices de commettre leur forfait. Le matin, les voleurs ont disparu et les soupçons pèsent sur Léon. Bien qu'il clame son innocence, Léon est accusé et ne peut convaincre son propre avocat de sa sincérité. Il assure alors seul sa défense. Mais c'est Charlotte qui prouve la culpabilité de Bob. Grâce à la prime versée par le diamantaire, Léon et Charlotte se marient et achètent une épicerie.

## Fiche technique
- Titre : Blanc comme neige
- Réalisation : André Berthomieu assisté de 1) Raymond Bailly, 2) Lucien Bonhomme
- Scénario : André Berthomieu
- Adaptation : André Berthomieu, Paul Vandenberghe
- Dialogues : Paul Vandenberghe
- Décors : Raymond Nègre, assisté d'Henri Sonois et Olivier Girard
- Photographie : Fred Langenfeld
- Opérateur : Marcel Franchi, assisté de Nicolas Citovitch et Ghislain Cloquet
- Musique : Georges Van Parys, Étienne Lorin
  - Chanson originale : C'est l'piston de Bourvil (paroles) et Étienne Lorin (musique), Editions musicales Fortin, interprétée par Bourvil
- Son : Jacques Lebreton, assisté d'H. Girbal et P. Gaboriaud
- Montage : Henri Taverna, assisté de Gilbert Natot
- Script-girl : Andrée François
- Régisseurs généraux : Georges Testard, Jean Desmouceaux
- Régisseur extérieur : Louis Seuret
- Maquillage : N. Courtot et J. Coulant
- Photographe de plateau : Gaston Thonnart
- Tournage dans les studios Saint-Maurice du 10 octobre au 22 novembre 1947
- Production : Les Productions Cinématographiques
- Producteur : Pierre Gerin
- Directeur de production : Robert Prévot
- Distribution : Les Films Constellation
- Durée : 100 min
- Genre : Comédie
- Date de sortie : 
  - France - 28 avril 1948 aux cinémas Cinécran, Imperial, Astor et Empire à Paris.

## Distribution
- Bourvil : Léon Ménard, veilleur de nuit dans un hôtel
- Mona Goya : Suzy Rexy, la courtisane
- Paulette Dubost : Charlotte Béloiseau, sa fiancée
- Robert Berri : Bob, le mauvais garçon
- Pauline Carton : Mme Potinel, la concierge
- Alice Tissot : Mademoiselle de Brézolles
- Jacques Louvigny : Maître Floridor, avocat
- Frédéric O'Brady : Van Golden, le diamantaire
- Louis Florencie : M. Martin, directeur de l'hôtel
- Charles Bouillaud : l'inspecteur Robillard
- Jean Diener : le président du tribunal
- Paul Faivre : Popaul, le bistrot du « Bon Coin »
- Marcel Méral : un concierge de l'hôtel
- Harry Max : le juge d'instruction
- Gaston Orbal : le chef de l'orphéon

Non crédités :
- Albert Broquin : un avocat
- Eliane Charles : Béatrice, la demoiselle de compagnie
- Maurice Derville : un complice de Bob
- Pierre Ferval : le préposé aux libérables
- Robert Fretel : un complice de Bob
- Franck Maurice : un homme au tribunal
- René Mazé : le groom
- Maurice Regamey : un avocat
- Marcelle Rexiane : la vendeuse du magasin
- Robert Rollis : le copain de Léon
- Michel Roux : le barman de l'hôtel
- Marcel Rouze un gendarme au tribunal
- Roger Vincent

## Autour du film
Le film est une fausse suite de "Pas si bête", réalisé deux ans plus tôt. Bourvil y porte le même nom (Léon Ménard) et sa chambre s'orne d'une photo de famille illustrée des personnages du film précédent. En revanche sa fiancée n'est plus la même !